# Dhanana
Dhanana Village es una localidad de la India situada en el distrito de Bhiwani, en el estado de Haryana. Según el censo de 2011, tiene una población de 11 766 habitantes.